# Arctocephalus galapagoensis
Arctocephalus galapagoensis — вид тварин родини Отарієвих. Країни поширення: Еквадор (Галапагоські острови).

## Умови проживання
Цей вид проживає у незвично теплих областях як для тюленів, тому коли вони перебувають на березі, то вибирають печери чи нависаючі виступи, де можуть сховатися від сонця. На відміну від Zalophus californianus — іншого галапагоського вухатого тюленя, Arctocephalus galapagoensis вибирають відкриті пологі пляжі для спуску у воду. Усі колонії мають доступ до глибокої води. Не спостерігається міграції чи переміщення тварин в море, щоб скористатися холодними і продуктивними водами течії Гумбольдта. Поживою є кальмари і риба. Хижаками є акула і косатка. На землі — здичавілі собаки вбивають цуценят і дорослих.
Подорожі в море тривають в середньому 16,4 годин. У середньому 79 занурень відбувається за подорож, 95 відсотків з них зроблені в нічний час. Більшість занурень відбуваються на глибину менше 30 метрів, максимальна глибина 113 метрів, максимальна тривалість занурення 7,7 хвилин.

## Зовнішність
Це найменший і з найменш вираженим статевим диморфізмом із вухатих тюленів. Довжина близько 134 см у самців і 120 см у самиць, вага близько 64 кг у самців і 27 кг у самиць. Верхні частини тіла сиво-сіро-коричневі, низ, морда і вуха світло-коричневі. Череп дуже малий, писок дуже короткий.

## Розмноження та вигодовування
Розмноження відбувається в прохолодну пору року, з серпня по листопад, коли, ймовірно, менший тепловий стрес і більше доступного видобутку. Пік народжень припадає на перший тиждень жовтня, самиця народжує одне цуценя. Через затримку імплантації, увесь період вагітності триває майже рік. Матір спочатку залишається з новонародженим протягом 5—10 днів, а потім встановлює такий розпорядок: годування в морі 1—3 днів, що чергуються з 1—2 днів на березі з цуценям. Годування в морі можуть тривати 50—70 годин у час молодого місяця, але тільки 10—20 годин у час повного місяця. Вигодовування молоком може тривати 2—3 роки або навіть довше. Розширена лактація очевидно пов'язана із зменшенням продовольства, коли починається теплий сезон у грудні. У цей час самиці повинні знаходити харчі протягом 4—6 днів і витрачати всього 1 день на березі. Нові цуценята, в цей час важать близько 7 кг, їм не вистачає сил, щоб знайти собі їжу і вони можуть рости дуже мало в теплу пору року. Через рік вони здійснюють власні полювання, але все ще не самодостатні. Самиця має її першого малюка в приблизно 5-річному віці і, ймовірно, може давати потомство тільки 5 раз, оскільки вона живе на 15 років.